# Heteroscyphus allodontus
Heteroscyphus allodontus là một loài rêu tản trong họ Geocalycaceae. Loài này được (Hook. f. & Taylor) J.J. Engel & R.M. Schust. miêu tả khoa học lần đầu tiên năm 1984.